# Unione Calcio AlbinoLeffe 2006-2007
Questa voce raccoglie le informazioni riguardanti l'Unione Calcio AlbinoLeffe nelle competizioni ufficiali della stagione 2006-2007.

## Stagione
Nella stagione 2006-2007 l'AlbinoLeffe disputa il campionato di Serie B, con 53 punti ottiene il decimo posto. Allenata ancora da Emiliano Mondonico raccoglie 29 punti nel girone di andata, e 24 nel girone di ritorno. Il miglior marcatore stagionale dei seriani è stato Francesco Ruopolo arrivato a gennaio dalla Triestina, realizzando il suo bottino nel solo girone di ritorno. Nella Coppa Italia l'Albinoleffe supera nel primo turno l'Avellino, mentre nel secondo turno esce dal torneo superato dall'Udinese, in entrambi i turni si sono disputati i tempi supplementari.

## Rosa
| N. |                    | Ruolo | Calciatore               |
| -- | ------------------ | ----- | ------------------------ |
| 1  | Italia (bandiera)  | P     | Paolo Acerbis            |
| 3  | Italia (bandiera)  | D     | Davide Galli             |
| 3  | Brasile (bandiera) | D     | Gleison Pinto Dos Santos |
| 4  | Italia (bandiera)  | C     | Luca Belingheri          |
| 5  | Italia (bandiera)  | D     | Mario Donadoni           |
| 6  | Italia (bandiera)  | C     | Roberto Previtali        |
| 7  | Italia (bandiera)  | C     | Ivan Del Prato           |
| 8  | Italia (bandiera)  | A     | Nicola Ferrari           |
| 9  | Brasile (bandiera) | A     | Inacio Joelson           |
| 10 | Italia (bandiera)  | A     | Roberto Bonazzi          |
| 11 | Italia (bandiera)  | C     | Andrea Rabito            |
| 12 | Italia (bandiera)  | P     | Davide Milesi            |
| 13 | Italia (bandiera)  | D     | Federico Peluso          |
| 14 | Italia (bandiera)  | D     | Ruben Garlini            |
| 16 | Italia (bandiera)  | C     | Nicola Madonna           |
| 17 | Italia (bandiera)  | P     | Andrea Offredi           |
| 18 | Italia (bandiera)  | C     | Andrea Cristiano         |

| N. |                   | Ruolo | Calciatore           |
| -- | ----------------- | ----- | -------------------- |
| 19 | Italia (bandiera) | A     | Marco Cellini        |
| 20 | Italia (bandiera) | P     | Achille Coser        |
| 21 | Italia (bandiera) | C     | Marco Gori           |
| 22 | Italia (bandiera) | P     | Federico Marchetti   |
| 23 | Italia (bandiera) | C     | Mirco Poloni         |
| 25 | Italia (bandiera) | D     | Alessandro Dal Canto |
| 27 | Italia (bandiera) | D     | Giuliano Lamma       |
| 28 | Italia (bandiera) | A     | Francesco Ruopolo    |
| 31 | Italia (bandiera) | D     | Duccio Innocenti     |
| 32 | Italia (bandiera) | C     | Riccardo Colombo     |
| 35 | Italia (bandiera) | C     | Gabriele Piantoni    |
| 44 | Italia (bandiera) | C     | Mirko Austoni        |
| 51 | Italia (bandiera) | C     | Giulio Fogaroli      |
| 55 | Italia (bandiera) | C     | Davide Caremi        |
| 87 | Italia (bandiera) | A     | Massimiliano Pesenti |
| 88 | Italia (bandiera) | D     | Fabio Gavazzi        |

## Risultati

### Serie B

#### Girone di andata
| Arbitro: | Lena (Ciampino) |

|                                              |           |            |
| Giacomazzi 32’ Valdes 49’ (rig.) Osvaldo 73’ | Marcatori | 90+1’ Gori |

| Bergamo 15 settembre 2006, ore 19:00 2ª giornata | AlbinoLeffe         | 0 – 0 | Modena | Stadio Atleti Azzurri d'Italia\| Arbitro: \| Pierpaoli (Firenze) \| |
| Arbitro:                                         | Pierpaoli (Firenze) |       |        |                                                                     |

| Arbitro: | Celi (Campobasso) |

|                |           |                                   |
| Piovaccari 50’ | Marcatori | 23’ M. Gori 66’ (rig.) N. Ferrari |

| Bergamo 23 settembre 2006, ore 16:00 4ª giornata | AlbinoLeffe       | 0 – 0 | Arezzo | Stadio Atleti Azzurri d'Italia\| Arbitro: \| Damato (Barletta) \| |
| Arbitro:                                         | Damato (Barletta) |       |        |                                                                   |

| Arbitro: | Ciampi (Roma) |

|                    |           |            |
| Serafini 2’ (rig.) | Marcatori | 60’ Caremi |

| Bergamo 8 ottobre 2006, ore 15:00 6ª giornata | AlbinoLeffe       | 0 – 0 | Spezia | Stadio Atleti Azzurri d'Italia\| Arbitro: \| Gava (Conegliano) \| |
| Arbitro:                                      | Gava (Conegliano) |       |        |                                                                   |

| Arbitro: | Zanzi (Lugo di Romagna) |

|               |           |                      |
| Giampaolo 12’ | Marcatori | 7’ (rig.) N. Ferrari |

| Arbitro: | Lena (Ciampino) |

|             |           |  |
| 85’ Bonazzi | Marcatori |  |

| Arbitro: | De Marco (Chiavari) |

|                    |           |  |
| Cellini 45’ (rig.) | Marcatori |  |

| Arbitro: | Celi (Campobasso) |

|          |           |                |
| Jeda 79’ | Marcatori | 69’ Belingheri |

| Arbitro: | Damato (Barletta) |

|             |           |              |
| Cellini 69’ | Marcatori | 16’ Adailton |

| Arbitro: | Brighi (Cesena) |

|                    |           |               |
| Joelson 25’ (rig.) | Marcatori | 52’ Palladino |

| Arbitro: | Pieri (Lucca) |

|        |           |                |
| Nef 1’ | Marcatori | 59’ R. Colombo |

| Arbitro: | Stefanini (Prato) |

|                                    |           |                               |
| Cellini 45’ Rabito 60’ Bonazzi 90’ | Marcatori | 12’, 40’ Papa Waigo 58’ Pellè |

| Mantova 9 dicembre 2006, ore 16:00 15ª giornata | Mantova                 | 0 – 0 | AlbinoLeffe | Stadio Danilo Martelli\| Arbitro: \| Zanzi (Lugo di Romagna) \| |
| Arbitro:                                        | Zanzi (Lugo di Romagna) |       |             |                                                                 |

| Arbitro: | Gervasoni (Mantova) |

|                                                |           |                 |
| Cellini 52’ (rig.) Cristiano 68’ Bonazzi 90+5’ | Marcatori | 67’ Acquafresca |

| Arbitro: | Bergonzi (Genova) |

|  |           |             |
|  | Marcatori | 37’ Cellini |

| Bergamo 22 dicembre 2006, ore 20:30 18ª giornata | AlbinoLeffe       | 0 – 0 | Pescara | Stadio Atleti Azzurri d'Italia\| Arbitro: \| Herberg (Messina) \| |
| Arbitro:                                         | Herberg (Messina) |       |         |                                                                   |

| Bari 13 gennaio 2007, ore 16:00 19ª giornata | Bari                | 0 – 0 | AlbinoLeffe | Stadio San Nicola\| Arbitro: \| Pierpaoli (Firenze) \| |
| Arbitro:                                     | Pierpaoli (Firenze) |       |             |                                                        |

| Arbitro: | Zanzi (Lugo di Romagna) |

|             |           |              |
| Cellini 36’ | Marcatori | 75’ Castillo |

| Arbitro: | Orsato (Schio) |

|                  |           |  |
| Danilevicius 12’ | Marcatori |  |

#### Girone di ritorno
| Bergamo 4 febbraio 2007, ore 17:30 22ª giornata | AlbinoLeffe    | 0 – 0 | Lecce | Stadio Atleti Azzurri d'Italia\| Arbitro: \| Orsato (Schio) \| |
| Arbitro:                                        | Orsato (Schio) |       |       |                                                                |

| Arbitro: | Lops (Torino) |

|  |           |                                |
|  | Marcatori | 16’, 40’ Ruopolo 86’ Innocenti |

| Arbitro: | Lena (Ciampino) |

|                          |           |                    |
| Peluso 9’ N. Ferrari 57’ | Marcatori | 23’ L. Della Rocca |

| Arbitro: | Iannone (Napoli) |

|                           |           |                |
| Floro Flores 5’ Vigna 62’ | Marcatori | 78’ N. Ferrari |

| Arbitro: | Velotto (Grosseto) |

|                                |           |                                        |
| Cellini 55’ (rig.) Ruopolo 59’ | Marcatori | 18’ Del Nero 50’ Hamsik 89’ Possanzini |

| Arbitro: | Gervasoni (Mantova) |

|                                                 |           |             |
| Guidetti 31’ C. Colombo 56’ Saverino 70’ (rig.) | Marcatori | 24’ Garlini |

| Arbitro: | Orsato (Schio) |

|                           |           |             |
| Ruopolo 13’ Innocenti 39’ | Marcatori | 88’ Sedivec |

| Arbitro: | Herberg (Messina) |

|             |           |                 |
| Bonazzi 47’ | Marcatori | 90+3’ Akagunduz |

| Arbitro: | Gava (Conegliano) |

|          |           |  |
| Sosa 33’ | Marcatori |  |

| Bergamo 25 marzo 2007, ore 15:00 31ª giornata | AlbinoLeffe       | 0 – 0 | Rimini | Stadio Atleti Azzurri d'Italia\| Arbitro: \| Stefanini (Prato) \| |
| Arbitro:                                      | Stefanini (Prato) |       |        |                                                                   |

| Arbitro: | Velotto (Grosseto) |

|                |           |  |
| Gasparetto 11’ | Marcatori |  |

| Arbitro: | Damato (Barletta) |

|                |           |             |
| Balzaretti 32’ | Marcatori | 38’ Ruopolo |

| Arbitro: | Pierpaoli (Firenze) |

|                        |           |  |
| Ruopolo 47’ Rabito 55’ | Marcatori |  |

| Arbitro: | Squillace (Catanzaro) |

|                           |           |                       |
| Papa Waigo 6’, 22’ (rig.) | Marcatori | 25’ Rabito 47’ Santos |

| Arbitro: | Herberg (Messina) |

|                                   |           |               |
| R. Colombo 51’ Ruopolo 69’ (rig.) | Marcatori | 90+3’ Noselli |

| Arbitro: | Lena (Ciampino) |

|                                          |           |                |
| Fava Passaro 41’ Viali 46’, 90+1’ (rig.) | Marcatori | 43’ Belingheri |

| Bergamo 12 maggio 2007, ore 16:00 38ª giornata | AlbinoLeffe     | 0 – 0 | Vicenza | Stadio Atleti Azzurri d'Italia\| Arbitro: \| Salati (Trento) \| |
| Arbitro:                                       | Salati (Trento) |       |         |                                                                 |

| Arbitro: | Zanzi (Lugo di Romagna) |

|                                 |           |                                        |
| Martini 55’ (rig.) Olivieri 88’ | Marcatori | 47’ Ruopolo 50’ Cristiano 78’ Piantoni |

| Arbitro: | Girardi (San Donà di Piave) |

|                                    |           |                                     |
| Belingheri 26’ N Ferrari 70’ (ri.) | Marcatori | 34’ (rig.), 44’ Ganci 38’ Santoruvo |

| Arbitro: | Stefanini (Prato) |

|                       |           |  |
| Lodi 14’ Castillo 67’ | Marcatori |  |

| Arbitro: | Trefoloni (Siena) |

|                            |           |                                                             |
| Belingheri 53’ M. Gori 89’ | Marcatori | 5’ Marazzina 9’ Zauli 67’, 80’ (rig.) Bellucci 79’ Cipriani |

### Coppa Italia
| Arbitro: | Damato (Barletta) |

|              |           |                 |
| Evacuo 45+2’ | Marcatori | 38’, 98’ Rabito |

| Arbitro: | Stefanini (Prato) |

|              |           |                      |
| Rabito 90+2’ | Marcatori | 77’ Tiboni 96’ Pinzi |

## Statistiche

### Campionato
| Giocate | Vinte | Nulle | Perse | Goal fatti | Goal subiti | Punti |
| 42      | 11    | 20    | 11    | 46         | 48          | 53    |

- 8 - Ruopolo
- 7 - Cellini
- 5 - Ferrari
- 4 - Belingheri; Bonazzi
- 3 - Gori, Rabito